# Yang Hao (volley-ball)
Pour les articles homonymes, voir Yang Hao (érudit).
Dans ce nom chinois, le nom de famille, Yang, précède le nom personnel.
Hao Yang (chinois simplifié : 杨昊 ; chinois traditionnel : 楊昊 ; pinyin : Yáng Hào) est une joueuse chinoise de volley-ball née le 21 mars 1980 à Dalian, Liaoning. Elle mesure 1,82 m et joue réceptionneuse-attaquante.

## Clubs
| Club           | Pays   | De        | À         |
| -------------- | ------ | --------- | --------- |
| Liaoning       | Chine  | 1991-1992 | 2007-2008 |
| Despar Perugia | Italie | 2008-2009 | …         |

## Palmarès
- Jeux olympiques (1)
  - Vainqueur : 2004
  - Troisième : 2008

- Grand Prix Mondial (1)
  - Vainqueur : 2003
  - Finaliste : 2001, 2002, 2007

- Coupe du monde (1)
  - Vainqueur : 2003

- Championnat d'Asie et d'Océanie (3)
  - Vainqueur : 2001, 2003, 2005
  - Finaliste : 2007

## Récompenses individuelles
- World Grand Champions Cup féminine 2001: MVP.
- Grand Prix Mondial de volley-ball 2002: Meilleure marqueuse et meilleure serveuse.
- Grand Prix Mondial de volley-ball 2003: Meilleure serveuse.
- Grand Prix Mondial de volley-ball 2005: Meilleure serveuse.
- Grand Prix Mondial de volley-ball 2007: Meilleure serveuse.